# Rożniaty (przystanek kolejowy)
Rożniaty – nieczynny przystanek kolejowy a dawniej stacja w Rożniatach na linii kolejowej nr 231, w województwie kujawsko-pomorskim.